# Tetrahydrofolian
Zasugerowano, aby ta sekcja została przeniesiona do artykułu Kwas tetrahydrofoliowy. (dyskusja)

Wzór półstrukturalny tetrahydrofolianu. W miejscu R# znajduje się polimer o wartości n merów glutaminy..

Tetrahydrofolian – koenzym służący do przenoszenia jednostek jednowęglowych. Jest on syntetyzowany z folianu (soli kwasu foliowego) przy użyciu reduktazy dihydrofolianowej w reakcji składającej się z dwóch etapów, zależnej od NADPH. 
Jednostka jednowęglowa, przyłączana jest do jednego z dwóch dostępnych dla reakcji atomów azotu, lub do obu jednocześnie. Może ona pochodzić np. z seryny, histydyny czy glicyny. Przenoszona jest natomiast do metabolitów pośrednich syntezy aminokwasów, nukleotydów purynowych i tymidynomonofosforanu. Niedobór folianów skutkuje niedokrwistością megaloblastyczną, czego przyczyną jest zmniejszona dostępność monofosforanu tymidyny i puryn używanych w syntezie DNA komórek prekursorowych RBC.